# The Race for Space
The Race for Space ist ein US-amerikanischer Dokumentarfilm aus dem Jahr 1959, der sich mit dem damals begonnenen Wettlauf ins All beschäftigt. Er wurde im April 1960 erstmals ausgestrahlt und enthielt eine Reihe von vorher im Westen nie gesehenen Originalaufnahmen.

## Inhalt
Zu Beginn der Dokumentation erläutert der Journalist Mike Wallace, um was es beim „Race for Space“ wirklich gehen wird. Bei diesem Wettstreit zwischen den Vereinigten Staaten und der Sowjetunion gehe es nicht nur um Propaganda und militärischen Fortschritt. Es gehe auch um eine Idee, die schon in der Zeit vor dem Kalten Krieg geträumt wurde, um die Reise zu den Sternen. Der Weltraum sei die nächste Grenze, die der Mensch zur Erkundung anderer Welten überwinden werde. Die Suche nach anderen Formen des Lebens sei des Menschen Schicksal, das nächste große Abenteuer, der wirkliche Wettlauf ins All.
Das Raketen-Zeitalters begann mit den Arbeiten dreier Raketenpioniere. 1898 begründete der russische Schullehrer Konstantin Eduardowitsch Ziolkowski die Wissenschaft, welche zur Weltraumfahrt führte. Er prognostizierte, dass Raketen Mitte des 20. Jahrhunderts Raumflüge ermöglichen würden. Er schuf Pläne für ein Weltraumschiff und prägte für Satelliten, die er schon voraussah, den Namen „Sputnik“, eine russische Bezeichnung für Reisegefährten. Bald darauf begann der US-Amerikaner Robert Goddard, Raketen mit flüssigem Treibstoff zu bauen, was recht kostspielig war. Goddard verdiente sein Geld als Collegeprofessor. In einer kurz nach dem Ersten Weltkrieg veröffentlichten Schrift behauptete Goddard, dass es möglich sei, wissenschaftliche Instrumente zum Mond zu schicken. Auf Grund der immer größeren Reichweite, Schwere und damit wachsender Gefährlichkeit der Raketen verlegte Goddard die Raketentests nach Roswell in New Mexico. Seine Entwicklungen in der Raketentechnik führten zu über 200 Patenten, Kopien seiner Patente wurden auch nach Deutschland versendet. In Deutschland gab es nach dem Ersten Weltkrieg einige wenige Idealisten, die an dem Traum einer Reise zu den Sternen glaubten und die den Verein für Raumschiffahrt gründeten, dessen Vorsitzender der Theoretiker Hermann Oberth wurde. Eines dieser enthusiastischen Mitglieder war der junge Wernher von Braun, der später zu einem der Helden des amerikanischen Weltraumprogramms wurde. Die Deutschen experimentierten in vielerlei Weise mit Raketen, u. a. Raketenautos und -schlitten.
Wie Goddard und viele andere Wissenschaftler litten die Mitglieder mit ihrem Verein für Raumschiffahrt unter Finanzierungsproblemen, so dass der Verein kurz vor seiner Auflösung stand. In dieser aussichtslosen Situation kam ein Rettungsangebot von Deutschlands bekanntesten Regisseur Fritz Lang. Die Vereinsmitglieder übernahmen die technische Beratung zum von Lang geplanten Spielfilm Frau im Mond, den ersten modernen Science-Fiction-Film der Welt. Der Film zeichnet sich durch realistische Bilder des Raketenstarts aus, bei dem zur Steigerung der Dramatik der sogenannte Countdown angewendet wurde. Die deutschen Raketenpioniere verbreiteten im Anschluss diese dramatische Idee über die ganze Welt. Neben der Bezahlung mit Geld wurde es den Vereinsmitgliedern ermöglicht, Filmrequisiten vom Filmset mitzunehmen, welche sie bei neuen Raketentests nutzen konnten. Nachdem auch diese Mittel aufgebraucht waren, suchten die Vereinsmitglieder erneut nach einem Geldgeber. Diesen fanden sie in Adolf Hitler. Die Geheime Staatspolizei (Gestapo) soll den Mitgliedern kaum eine Wahl gelassen haben. Die Gestapo informierte die Mitglieder darüber, dass sie der Wehrmacht zu helfen hätten oder sie würden eingezogen, um dieselbe Arbeit zu verrichten. 1936 wurde für die Entwicklung von Langstreckenwaffen die geheime Raketenstadt Peenemünde an der Ostsee in Vorpommern errichtet.

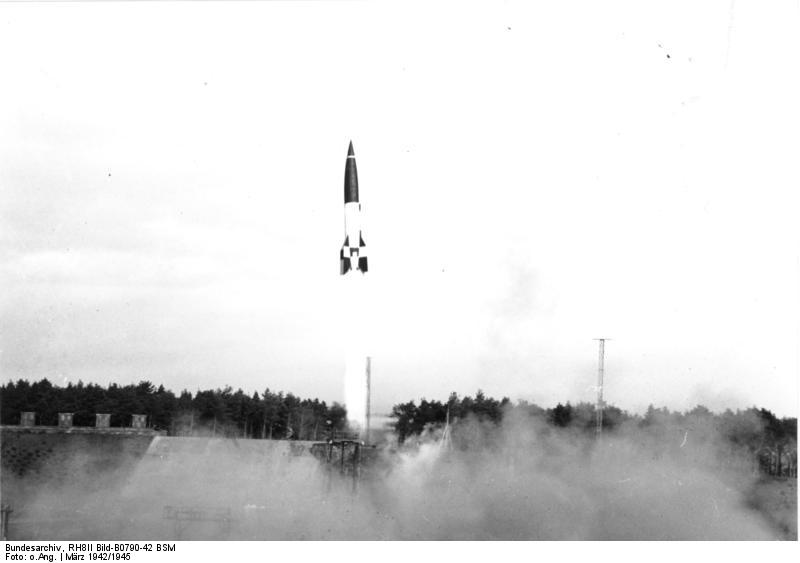
Ein ähnlich gelungener Raketenstart der V2 ist in der Dokumentation zu sehen.

Während des Zweiten Weltkrieges entwickelten die Wissenschaftler dort unter der Leitung von Wernher von Braun die V2. Die Alliierten erfuhren von der neuen experimentellen Waffe durch einen Absturz in Schweden, dem später noch ein Absturz in Polen folgte. Die besagten Wrackteile konnten von den Briten geborgen werden. Sie machten sich weiter auf die Suche nach dem Herkunftsort des Flugobjektes. Auf einer Luftaufnahme, die ein RAF-Bomber machte, entdeckten sie schließlich die Startrampe einer V2 und bombardierten Peenemünde in der Nacht des 17. Augusts 1943. Der Angriff erschütterte die Peenemünde. Direkt nach dem Angriff verlegten die Deutschen die unbeschädigt gebliebene Produktionsausrüstung aus Peenemünde mittels der Eisenbahn in die ostdeutsche Stadt Nordhausen in dortige unterirdische Anlagen.
Was der Luftangriff auf Peenemünde nicht schaffte, hätte beinahe ein Traum Hitlers erwirkt. Er träumte, dass die V2 niemals England erreichen würde. Unverzüglich gab er den Befehl, dass V2-Programm zu beenden. Aber Von Braun und seine Mitarbeiter wollten nicht aufgeben. Sogleich schnitten sie einen Film zusammen, der Hitler die bisherigen Erfolge des V2-Programms demonstrieren sollte. Allein die erfolgreichen Raketenstarts fanden im Film Verwendung. Als Erzähler in einer privaten Filmvorführung für Hitler fungierte von Braun selbst. Hitler war so beeindruckt vom Gesehenen, dass er das V2-Programm sofort wieder aufnehmen ließ. Innerhalb weniger Monate brachten V2-Raketen über den Weltraum Zerstörung nach London. Die Invasion Frankreichs war jedoch schon im Gange, so dass die V2-Raketen keine kriegsentscheidenden Schäden mehr verursachen konnten. General Eisenhower erklärte später, dass, wenn die Deutschen die V2-Raketen sechs Monate früher perfektioniert hätten, die Invasion in Frankreich vermutlich unmöglich gewesen wäre. West-Europa wurde von den Alliierten eingenommen, die Stunde der Befreiung war gekommen. Deutschland wurde überrannt und die Amerikaner und Russen trafen an der Elbe zusammen. Die militärischen Führer machten sich aber schon weitergehende Gedanken.
Die V2 hatte den Zweiten Weltkrieg nicht entschieden, doch sie könnte noch den Ausgang eines Dritten Weltkrieges entscheiden. Ein ernster „Wettlauf“ um die V2-Bestände in Nordhausen sowie um die Testgeräte und Wissenschaftler von Peenemünde entbrannte. Colonel Holger N. Toftoy, verantwortlich für die Ordnance Technical Intelligence in Europa, war der Ansicht, dass die Spitzenwissenschaftler aus Peenemünde, welche die V2 entwickelt hatten, benötigt würden und daher in die USA gebracht werden sollten. Trotz zunächst vorhandenen Widerstandes in der US-Regierung konnte die streng geheime Operation Paperclip initiiert werden. In Nordhausen gelang es US-Soldaten, V2-Technik zu bergen und in die US-Zone zu bringen, bevor die sowjetischen Truppen Thüringen besetzten. Die USA und die Sowjetunion hatten sich darüber verständigt, welche Gebiete Deutschlands jeweils zu besetzen seien. Hinsichtlich Peenemünde glaubten die USA zunächst, verloren zu haben. Agenten berichteten, dass Peenemünde zerstört sei und leer stände und schon von der Roten Armee kontrolliert würde. Die Suche nach den Wissenschaftlern ging dennoch weiter. Durch Straßenkontrollen konnten einige bedeutsame deutsche Wissenschaftler entdeckt werden, doch die eigentlich Gesuchten waren nicht unter ihnen. Was das US-Militär zunächst nicht wusste war, dass, als die Rote Armee sich Peenemünde näherte, von Braun und seine Mitarbeiter mit Plänen und Ausrüstung in die Berge nach Süddeutschland geflüchtet waren. Als der Krieg endete, nahmen sie Kontakt zum US-Militär auf. Auf Grund der Bemühungen von Colonel Toftoy bekamen die USA die besten V2-Wissenschaftler und genügend V2-Raketen, um ein kleines Raketenprogramm in den Vereinigten Staaten zu starten. Die Russen gelang es danach noch, den größten Teil der V2-Anlagen in Thüringen sowie einen Großteil der Techniker zu übernehmen. Beide Seiten starteten nun unter im Grunde gleichen Bedingungen ins weitere Wettrennen.

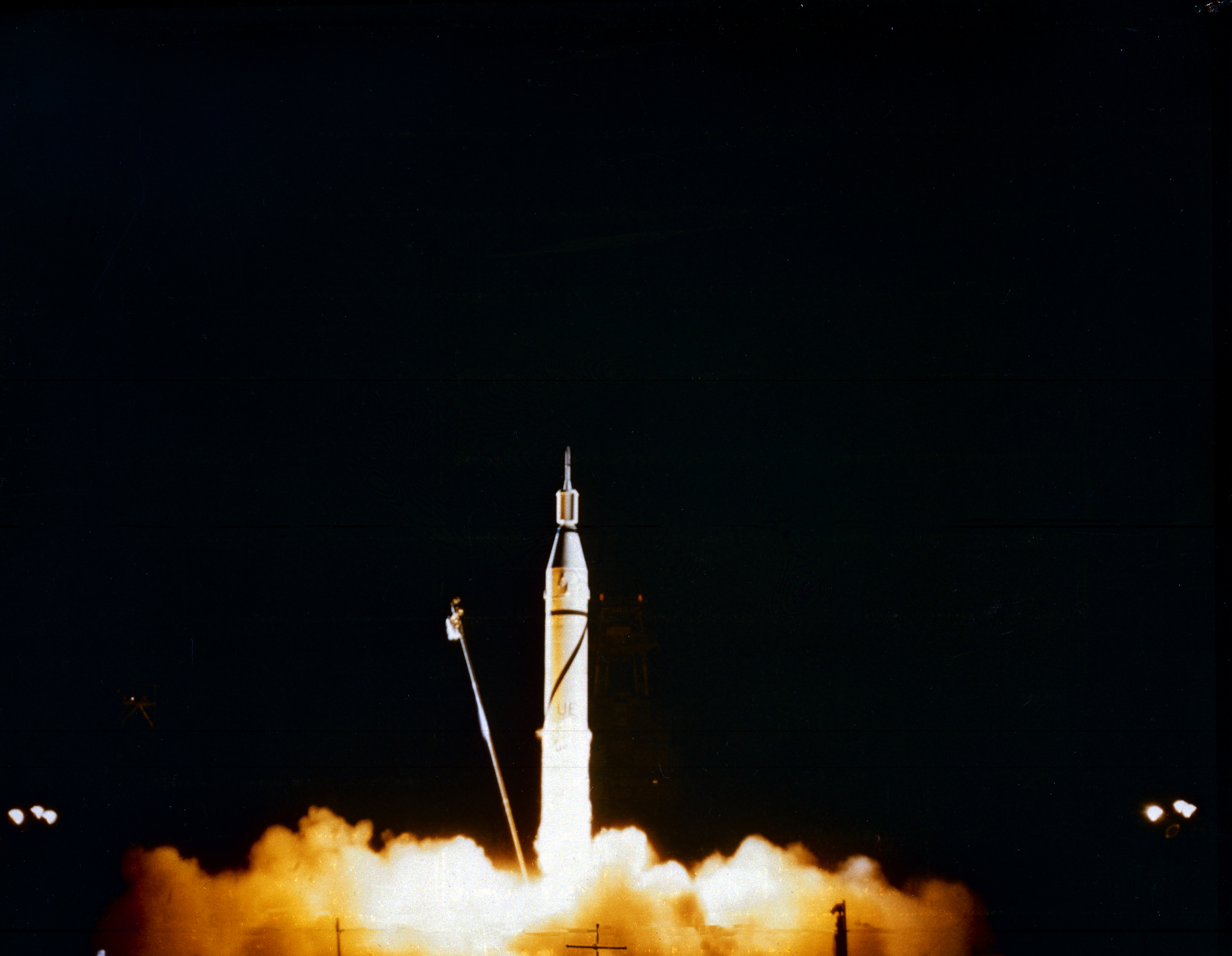
Zum Ende des Films wird der Start der Jupiter-C gezeigt, die den Satelliten Explorer 1 in eine Erdumlaufbahn brachte.

Nach dem Krieg wurde in den USA jedoch wenig unternommen, um das Raketenprogramm weiterzuentwickeln. Die USA priorisierten andere Ziele als den Weltraum, anders als die Sowjetunion, wo ein intensives Raumfahrtprogramm gestartet wurde und mit Hunden die Auswirkung der Schwerelosigkeit und der Weltraumstrahlung erforscht wurde. Im November 1957 startete die Sowjetunion eine Rakete, die den ersten Satelliten der Welt in die Umlaufbahn der Erde brachte, Sputnik 1. Es folgte kurz darauf Sputnik 2 mit der Hündin Laika an Bord. Den USA wäre es trotz des geringen Engagements zwei Jahre vor den Russen schon möglich gewesen, den ersten Erdsatelliten zu starten. Doch diese Aufgabe sollte zunächst eine nicht-militärische Rakete übernehmen, die im sogenannten Vanguard-Projekt völlig neu konzipiert wurde. Erst nach dem Sputnikschock und einem spektakulären Fehlstart einer Vanguard-Rakete, die den ersten US-Satelliten im Dezember 1957 transportieren sollte, wurde die schon lange existente Redstone-Rakete, an deren Entwicklung Wernher von Braun mitgewirkt hatte, genutzt. Am 31. Januar 1958 brachte sie unter dem Kommando von John Medaris den ersten US-Satelliten Explorer 1 mit einer modifizierten Variante namens Jupiter-C in die Umlaufbahn. Der Film zeigt umfangreiches Bildmaterial (von ca. 41:00 bis 50:00 des Films) der Vorbereitungen, des Countdowns und des Wartens auf das erste Signal von Explorer 1 ca. 90 Minuten nach dem Start.
Am Ende des Films wird eine sowjetische Satellitenaufnahme der Mondrückseite des Jahres 1959 präsentiert. Zudem wird auf den nächsten Schritt des Wettlaufs hingewiesen, nämlich einen Menschen ins All zu bringen (mit Szenen der Simulation von Schwerelosigkeit durch die UdSSR).

## Hintergrund
Der Dokumentarfilm entstand als Koproduktion der Wolper Productions, dem Verteidigungsministerium der Vereinigten Staaten und dem Ministerium für Kultur der UdSSR kurz nach dem sogenannten Sputnikschock. Durch die Dokumentation führt der US-Journalist Mike Wallace. Als Interviewpartner fungieren unter anderem Esther Goddard, die Frau des verstorbenen Wissenschaftlers Robert Goddard, sowie der Generalmajor Holger N. Toftoy. Der 1959 veröffentlichte Film wurde zur Oscarverleihung 1960 in der Kategorie Bester Dokumentarfilm nominiert, konnte sich jedoch nicht gegen Bernhard Grzimeks Serengeti darf nicht sterben durchsetzen. In der gleichen Kategorie „Best Documentary Feature“ gewann The Race for Space ein Jahr zuvor beim San Francisco International Film Festival den Golden Gate Award.